# Liste der Kulturdenkmäler in Rockeskyll
In der Liste der Kulturdenkmäler in Rockeskyll sind alle Kulturdenkmäler der rheinland-pfälzischen Ortsgemeinde Rockeskyll aufgeführt. Grundlage ist die Denkmalliste des Landes Rheinland-Pfalz (Stand: 17. Juli 2023).

## Einzeldenkmäler
| Bezeichnung                              | Lage                                                       | Baujahr                    | Beschreibung | Bild                           |
| ---------------------------------------- | ---------------------------------------------------------- | -------------------------- | --- | ------------------------------ |
| Wegekapelle                              | Dorfstraße, am südlichen Ortsausgang Lage                  | 18. oder 19. Jahrhundert   | Putzbau, 18. oder 19. Jahrhundert | weitere Bilder Fotos hochladen |
| Bildstock                                | Dorfstraße, an Nr. 29 Lage                                 | Mitte des 18. Jahrhunderts | oberer Teil eines ehemaligen Stationsbildes, Mitte des 18. Jahrhunderts                                                                                               | weitere Bilder Fotos hochladen |
| Hofanlage                                | Dorfstraße 31 Lage                                         | 1786                       | Streckhof mit ehemaligem Altenteil und Backhaus (?), bezeichnet 1786                                                                                                  | weitere Bilder Fotos hochladen |
| Hofanlage                                | Dorfstraße 39 Lage                                         | um 1800                    | repräsentativer barocker Mansardwalmdachbau, um 1800, zweiter Wohnteil sowie stattliches Wirtschaftsgebäude, Hoffläche, Garten mit Bruchsteinstützmauer; Gesamtanlage | weitere Bilder Fotos hochladen |
| Katholische Pfarrkirche St. Bartholomäus | Dorfstraße 41 Lage                                         | 1511                       | romanischer Westturm, ursprünglich spätgotischer Einstützenraum von 1511, 1840 erweitert, 1891 über zwei Mittelstützen neu gewölbt; Missionskreuz, bezeichnet 1736    | weitere Bilder Fotos hochladen |
| Kreuzwegstationen                        | Dorfstraße, bei Nr. 41 an der Kirchhofsmauer Lage          | um 1750/60                 | sieben Kreuzwegreliefs, Sandstein, um 1750/60 | weitere Bilder Fotos hochladen |
| Wohnhaus                                 | Dorfstraße 43 Lage                                         | um 1800                    | fünfachsiges Wohnhaus eines Streckhofes, um 1800 | weitere Bilder Fotos hochladen |
| Quereinhaus                              | Dorfstraße 44 Lage                                         | 1789                       | langgestrecktes Quereinhaus, bezeichnet 1789 | weitere Bilder Fotos hochladen |
| Pfarrhof                                 | Im Überecken 6 Lage                                        | 1826                       | ehemaliger Pfarrhof; Krüppelwalmdachbau, winkelförmig angeordnete Wirtschaftsgebäude                                                                                  | weitere Bilder Fotos hochladen |
| Hofanlage                                | Im Überecken 17 Lage                                       | um 1800                    | kleiner Winkelhof, um 1800 | weitere Bilder Fotos hochladen |
| Heiligenhäuschen                         | nördlich des Ortes am Rand einer bewaldeten Bergkuppe Lage | 1774                       | Unterbau mit Rokoko-Blattwerk, bezeichnet 1774, Nischenaufsatz, Rest eines Abschlusskreuzes                                                                           | weitere Bilder Fotos hochladen |
| Friedhofskreuz                           | Gemarkung, nordöstlich des Ortes auf dem Friedhof Lage     | um 1900                    | altarartiger Unterbau, neugotisches Abschlusskreuz, um 1900 | weitere Bilder Fotos hochladen |
| Essinger Kreuz                           | östlich des Ortes am Weg nach Essingen Lage                | 1616                       | Nischenkreuz, bezeichnet 1616 | weitere Bilder Fotos hochladen |
| Wegekreuz                                | südwestlich des Ortes an einem Wirtschaftsweg Lage         | 1775                       | Schaftkreuz, Rotsandstein, bezeichnet 1775 | weitere Bilder Fotos hochladen |
| Wegekreuz                                | westlich des Ortes am Waldrand Lage                        | 1738                       | Schaftkreuz, Rotsandstein, bezeichnet 1738 | weitere Bilder Fotos hochladen |